# Qatar ExxonMobil Open 2023 - Qualificazioni singolare
Le qualificazioni del singolare del Qatar ExxonMobil Open 2023 sono state un torneo di tennis preliminare per accedere alla fase finale della manifestazione. I vincitori dell'ultimo turno sono entrati di diritto nel tabellone principale. In caso di ritiro di uno o più giocatori aventi diritto a questi sono subentrati i lucky loser, ossia i giocatori che hanno perso nell'ultimo turno ma che avevano una classifica più alta rispetto agli altri partecipanti che avevano comunque perso nel turno finale.

## Teste di serie
1. Nikoloz Basilašvili (ultimo turno, lucky loser)
2. Zhang Zhizhen (primo turno)
3. Francesco Passaro (primo turno)
4. Matteo Arnaldi (primo turno)

1. Aleksandr Ševčenko (primo turno)
2. Tomáš Macháč (ultimo turno)
3. Pavel Kotov (ultimo turno)
4. Liam Broady (qualificato)

## Qualificati
1. Liam Broady
2. Alexandre Müller

1. Damir Džumhur
2. Oleksii Krutykh

### Lucky loser
1. Nikoloz Basilašvili

## Tabellone

### Legenda
| - Q = Qualificato - WC = Wild card - LL = Lucky loser | - ALT = Alternate - SE = Special Exempt - PR = Protected Ranking | - w/o = Walkover - r = Ritirato - d = Squalificato |

### Sezione 1
|  | Primo turno | Primo turno           | Primo turno           | Primo turno | Primo turno |  |  | Ultimo turno | Ultimo turno        | Ultimo turno        | Ultimo turno | Ultimo turno |  |
|  |             |                       |                       |             |             |  |  |              |                     |                     |              |              |  |
|  | 1           | Nikoloz Basilašvili   | Nikoloz Basilašvili   | 6           | 7           |  |  |              |                     |                     |              |              |  |
|  | WC          | Cem İlkel             | Cem İlkel             | 3           | 5           |  |  | 1            | Nikoloz Basilašvili | Nikoloz Basilašvili | 4            | 3            |  |
|  | WC          | Mubarak Shannan Zayid | Mubarak Shannan Zayid | 1           | 1           |  |  | 8            | Liam Broady         | Liam Broady         | 6            | 6            |  |
|  | 8           | Liam Broady           | Liam Broady           | 6           | 6           |  |  |              |                     |                     |              |              |  |

### Sezione 2
|  | Primo turno | Primo turno      | Primo turno  | Primo turno | Primo turno |  |  | Ultimo turno | Ultimo turno     | Ultimo turno | Ultimo turno | Ultimo turno |  |
|  |             |                  |              |             |             |  |  |              |                  |              |              |              |  |
|  | 2           | Zhang Zhizhen    | 6            | 65          | 0           |  |  |              |                  |              |              |              |  |
|  |             | Alexandre Müller | 4            | 7           | 6           |  |  |              | Alexandre Müller | 4            | 7            | 6            |  |
|  |             | Vít Kopřiva      | Vít Kopřiva  | 62          | 67          |  |  | 6            | Tomáš Macháč     | 6            | 67           | 1            |  |
|  | 6           | Tomáš Macháč     | Tomáš Macháč | 7           | 7           |  |  |              |                  |              |              |              |  |

### Sezione 3
|  | Primo turno | Primo turno        | Primo turno        | Primo turno | Primo turno |  |  | Ultimo turno | Ultimo turno  | Ultimo turno  | Ultimo turno | Ultimo turno |  |
|  |             |                    |                    |             |             |  |  |              |               |               |              |              |  |
|  | 3           | Francesco Passaro  | 4                  | 6           | 62          |  |  |              |               |               |              |              |  |
|  |             | Damir Džumhur      | 6                  | 4           | 7           |  |  |              | Damir Džumhur | Damir Džumhur | 6            | 7            |  |
|  |             | Otto Virtanen      | Otto Virtanen      | 6           | 6           |  |  |              | Otto Virtanen | Otto Virtanen | 3            | 5            |  |
|  | 5           | Aleksandr Ševčenko | Aleksandr Ševčenko | 4           | 4           |  |  |              |               |               |              |              |  |

### Sezione 4
|  | Primo turno | Primo turno     | Primo turno     | Primo turno | Primo turno |  |  | Ultimo turno | Ultimo turno    | Ultimo turno | Ultimo turno | Ultimo turno |  |
|  |             |                 |                 |             |             |  |  |              |                 |              |              |              |  |
|  | 4           | Matteo Arnaldi  | Matteo Arnaldi  | 2           | 4           |  |  |              |                 |              |              |              |  |
|  |             | Oleksii Krutykh | Oleksii Krutykh | 6           | 6           |  |  |              | Oleksii Krutykh | 1            | 6            | 6            |  |
|  | Alt         | Yuki Bhambri    | 6               | 3           | 5           |  |  | 7            | Pavel Kotov     | 6            | 3            | 3            |  |
|  | 7           | Pavel Kotov     | 4               | 6           | 7           |  |  |              |                 |              |              |              |  |